# Indostomus
Los Indostomidae son una familia de peces de agua dulce del orden Gasterosteiformes, con un único género Indostomus. Se distribuyen por ríos y lagos de toda la peníncula de Indochina.
Cuerpo delgado con una cubierta de escudos óseos sobre la piel. La mandíbula superior no es protráctil. Tienen seis espinas características en el opérculo. La aleta dorsal tiene seis radios, seguidos de 5 espinas dorsales aisladas. La laeta anal tiene seis radios y las aletas pectorales 23 radios.

## Especies
Existen 3 especies en esta familia y género:
- Indostomus crocodilus (Britz y Kottelat, 1999)
- Indostomus paradoxus (Prashad y Mukerji, 1929)
- Indostomus spinosus (Britz y Kottelat, 1999)